# Ataque de gas sarín en el metro de Tokio

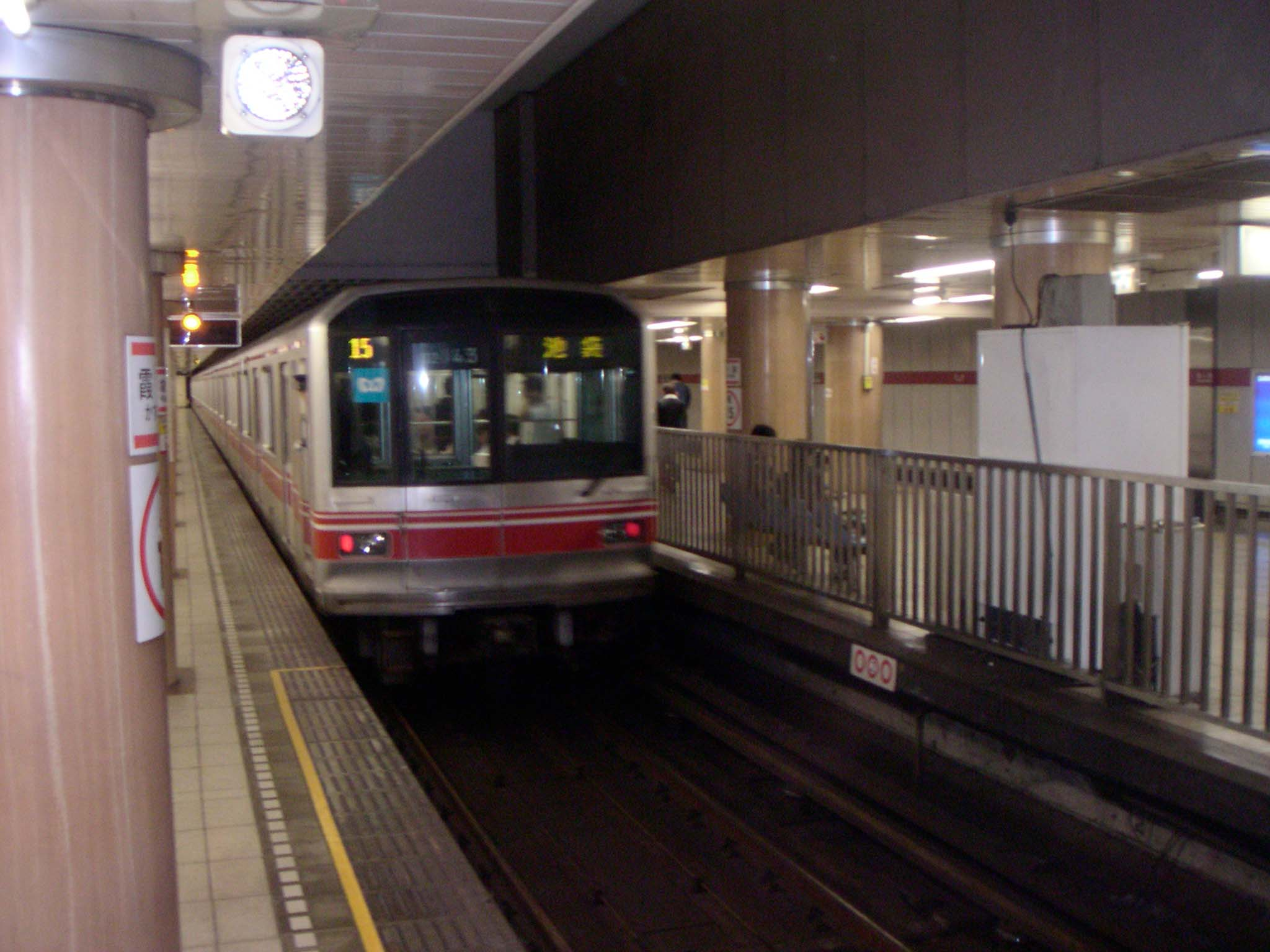
Foto de la estación de tren Kasumigaseki, una de las dos estaciones donde sería liberado el gas sarín.

El ataque de gas sarín en el metro de Tokio, conocido en los medios japoneses como el incidente con sarín en el metro (地下鉄サリン事件 Chikatetsu Sarin Jiken?), fue un acto de terrorismo interior perpetrado por miembros del grupo Aum Shinrikyō el lunes 20 de marzo de 1995. En cinco ataques coordinados, los autores liberaron gas sarín en varias líneas del Metro de Tokio. Como resultado, trece personas fueron asesinadas, cincuenta quedaron gravemente heridas y casi mil presentaron problemas temporales de visión. El ataque fue dirigido contra trenes que pasaban entre Kasumigaseki y Nagatachō, sede del gobierno y la policía de Japón.
El grupo, liderado por Shōkō Asahara, ya había llevado a cabo varios asesinatos y ataques terroristas con sarín, incluido el denominado incidente de Matsumoto, nueve meses antes, que acabó con la vida de 8 personas. La propia organización había creado diversos agentes nerviosos, como el VX y el Zyklon B, e intentaron producir toxina botulínica y habían perpetrado varios actos fallidos de bioterrorismo. Asahara había sido informado de una redada policial programada para el 22 de marzo y había planeado el ataque del metro de Tokio para impedir las investigaciones policiales sobre la organización.
En la redada posterior al ataque, la policía arrestó a muchos miembros del culto. La actividad policial continuó durante todo el verano, y más de doscientos miembros fueron arrestados, incluyendo a Shōkō Asahara. Trece de los altos directivos de Aum Shinrikyō fueron condenados a muerte y posteriormente ejecutados en 2018. Otros tantos fueron condenados a cadena perpetua. Es el ataque más serio ocurrido en Japón desde el fin de la Segunda Guerra Mundial.

## Antecedentes

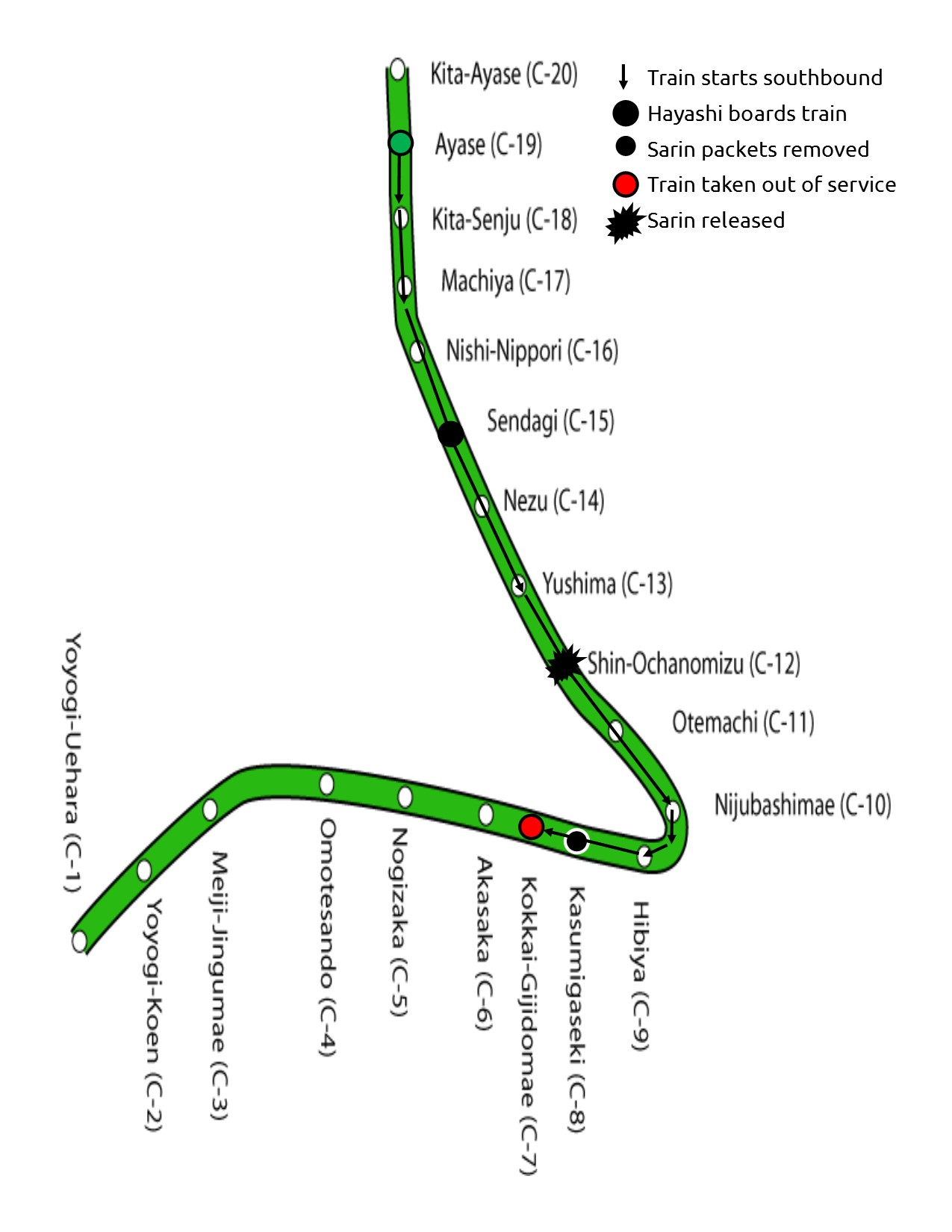
Mapa de la ruta de la línea Chiyoda del Metro de Tokio.

Aum Shinrikyō es el antiguo nombre de un controvertido grupo, actualmente conocido como «Aleph». En 1992, Shōkō Asahara, el fundador de Aum Shinrikyō, publicó un libro en el que se declaró a sí mismo como «Cristo», el único maestro completamente ilustrado e identificado como el «Cordero de Dios». Esbozó una profecía del fin del mundo, que incluía una Tercera Guerra Mundial y describía un conflicto final que culminaría en un Armagedón nuclear, tomando prestado el término del Apocalipsis. Su supuesta misión consistía en tomar sobre sí los pecados del mundo y declaró que podía transferir poder espiritual a sus seguidores y finalmente quitarles sus pecados y malas obras. También vio oscuras conspiraciones en todas partes, promulgadas por judíos, los masones, los holandeses, la Familia Real Británica y religiones rivales japonesas. La policía japonesa inicialmente informó que el ataque fue la forma del culto de acelerar un apocalipsis. La fiscalía dijo que se trataba de un intento de derrocar al gobierno e instalar a Shōkō Asahara, el fundador del grupo, como emperador de Japón. El equipo de defensa de Asahara alegó que varios miembros fundadores del grupo planearon independientemente el ataque, pero sus motivos para ello no fueron explicados.
Aum Shinrikyō comenzó sus ataques el 27 de junio de 1994 en Matsumoto, Japón. Con la ayuda de un camión convertido en frigorífico, miembros de la secta lanzaron una nube de sarín que flotó cerca de las casas de los jueces que estaban supervisando una demanda sobre una disputa de bienes raíces que se preveía fallaría en contra del culto. Debido a este incidente, 500 personas resultaron heridas y siete murieron.

## Principales autores
Diez hombres fueron responsables de llevar a cabo los ataques: cinco liberaron el sarín mientras que los otros cinco sirvieron como conductores para la huida.
Los equipos fueron:
| Asignado al tren            | Perpetrador                                  | Conductor                                        |
| --------------------------- | -------------------------------------------- | ------------------------------------------------ |
| Línea Chiyoda, tren A725K   | Ikuo Hayashi (林 郁夫 Hayashi Ikuo?)         | Tomomitsu Niimi (新実 智光 Niimi Tomomitsu?)     |
| Línea Marunouchi, tren A777 | Kenichi Hirose (広瀬 健一 Hirose Ken'ichi?)  | Koichi Kitamura (北村 浩一 Kitamura Kōichi?)     |
| Línea Marunouchi, tren B801 | Toru Toyoda (豊田 亨 Toyoda Tōru?)           | Katsuya Takahashi (高橋 克也 Takahashi Katsuya?) |
| Línea Hibiya, tren B711T    | Masato Yokoyama (横山 真人 Yokoyama Masato?) | Kiyotaka Tonozaki (外崎 清隆 Tonozaki Kiyotaka?) |
| Línea Hibiya, tren A720S    | Yasuo Hayashi (林 泰男 Hayashi Yasuo?)       | Shigeo Sugimoto (杉本 繁郎 Sugimoto Shigeo?)     |

## Ataque
El lunes 20 de marzo de 1995, cinco miembros de Aum Shinrikyō lanzaron un ataque químico en el metro de Tokio, uno de los sistemas de transporte de cercanías más activos en el mundo, en plena hora pico de la mañana. El agente químico utilizado, sarín líquido, estaba contenido en bolsas de plástico que cada equipo envolvió en periódicos. Cada perpetrador llevaba dos paquetes de sarín con un total aproximado de 900 ml de sarín, excepto Yasuo Hayashi, quien llevaba tres paquetes. Aunque originalmente planeó propagar el sarín en forma de aerosol, pero no se siguió adelante con ello. Una sola gota de sarín del tamaño de una cabeza de alfiler podía matar a un adulto.
Con sus paquetes de sarin y paraguas con puntas afiladas, los perpetradores abordaron los trenes designados. En las estaciones preestablecidas, los paquetes de sarín fueron abandonados y pinchados varias veces con las puntas afiladas de los paraguas. Luego, los autores se bajaron del tren y salieron de la estación para encontrarse con su cómplice que tenía un coche. Al dejar los paquetes perforados en el suelo, el sarín se empezó a escapar en el vagón del tren y las estaciones. Este sarín afectó a los pasajeros, trabajadores del metro y aquellos que entraron en contacto con ellos. El sarín es el más volátil de los agentes nerviosos, lo que significa que puede evaporarse rápida y fácilmente desde líquido a vapor y propagarse en el ambiente. Las personas pueden estar expuestas al vapor incluso sin entrar en contacto con la forma líquida del sarín. Debido a que se evapora tan rápido, el sarín presenta una amenaza inmediata, pero de corta duración.

## Libros de Murakami
El popular novelista contemporáneo Haruki Murakami escribió Subterráneo (1997). Murakami criticó a los medios de comunicación japoneses por su enfoque sensacionalista en los atacantes, ignorando a las víctimas. El libro contiene extensas entrevistas con sobrevivientes. En 1998, Murakami agregó una segunda parte al trabajo, El Lugar Prometido, que se centra en Aum Shinrikyō.